# Valle del Silan
La Valle del Silan (Sian in veneto) è una valle creata dal torrente Silan situata tra Valrovina e San Michele, entrambe frazioni di Bassano del Grappa.
Il letto del torrente che solca la valle è prevalentemente calcareo perciò si presenta uniforme e molto compatto. Con la sorgente presso Valrovina si presta a scendere verso la pianura passando per San Michele creando una serie di cascate le quali non raggiungono un'elevata altezza ma le pozze al di sotto di ognuna di esse sono di discrete dimensioni.
I versanti vallivi sono interamente coperti dal bosco, mentre un tempo era presente un antico castagneto.

## Origine del nome
L'etimo deriva dall'antico alto tedesco (cimbro) "Silaha": "acqua che gocciola", "acqua che scorre", con il suffisso "An" che sta per estensione geografica e quindi "il luogo in cui scorrono le acque".